# Athahalli, Tirumakudal Narsipur
Athahalli là một làng thuộc tehsil Tirumakudal Narsipur, huyện Mysore, bang Karnataka, Ấn Độ.